# MÁV L jellegű szerkocsi
A MÁV L jellegű szerkocsitípusát Magyar Királyi Állami Vasgyárak az I{\displaystyle {\mathit {l}}}. osztályú gőzmozdonyához fejlesztette ki 15 szerkezetszámon. A szerkocsi alapvetően megegyezett az Ie. és If. osztályú mozdonyokhoz korábban szállított 9 szerkezetszámú Ie. osztályú (E jellegű) szerkocsitípussal.

## Szerkezete
A hossztartók 16 mm-es folytvaslemezekből készültek, melyeket elöl a kapocsszekrény, hátul a vonószekrény kötötte össze. A középső tengely itt is a két szélső távolságának a felénél helyezkedett el. A tengelyeknél lévő keretkivágásokat az ágytokok körül acélöntvények merevítették ki és ezen ágytokok nyúlványaira támaszkodtak a hordrugók. Mindegyik kerékcsapágy fölött egy-egy lemezes rugót helyeztek el, melyeket himbák nem kötöttek össze. A hossztartókra támaszkodó víztartály kapacitása 17-ról 17,7 m³-re nőtt. A víztartály teteje a korábbitól eltérően nem végig előre lejtett, hanem nagyrészt vízszintes volt, csak a második ötödrész készült enyhén lejtősre a szén könnyebb előrejuttatása érdekében. A víztartályban hullámtörő lemezeket helyeztek el, a víztartály tetején pedig 8 tonna szén befogadására alkalmas szénférőt alakítottak ki. A víztartály tetejére elöl, két oldalt egy-egy és hátul szintén egy töltőnyílást alakítottak ki. A tápvíz Szász-rendszerű vízkapcsolaton keresztül jutott a mozdony injektoraihoz. A szerkocsira egy 13″-os Westinghouse-rendszerű függőleges elrendezésű fékhengert és gyorsműködésű kormányszelepet szereltek. A szerkocsi minden kerékpárját egy oldalról (hátulról) fékezték; a teljes féktuskóerő az üres szerkocsi súlyának 73, a teljesen rakotténak 66%-a volt. A Ie. és If. osztályú szerkocsikhoz képest a legjelentősebb eltérés az eltérő kapocsszekrény és a magasabb, az I{\displaystyle {\mathit {l}}}. osztályú mozdonyokhoz igazított padlószint volt.

## Sorozatgyártás
A típusból mindössze két példány készült el:
- 1 db a MÁV I{\displaystyle {\mathit {l}}}. osztályú mozdonyhoz (151 szerkezetszám → MÁV 701 → MÁV L202,002),
- 1 db a MÁV Im. osztály mozdonyhoz (152 szerkezetszám → MÁV 801 → MÁV L202,001).

Az L jellegű szerkocsitípus beszerzését még egyszer tervbe vették az első világháború utolsó éveiben: a rajzasztalokon 119. szerkezetszámon elkészült, a MÁV-nál 424 sorozatjellel üzembe állítani tervezett 1'D tengelyelrendezésű tehervonati mozdonyokhoz L jellegű szerkocsit kívántak kapcsolni. Az L424,001–006 pályaszámú szerkocsik azonban az eredeti tervek szerinti mozdonyokkal együtt sosem készültek el. Az elvesztett világháború miatt a mozdony tervezett feladatköre jelentősen kibővült és a teljesen átszerkesztett mozdonyhoz nagyobb, jobb futástulajdonságú, négytengelyes szerkocsit (→GII jellegű szerkocsi) választottak.

## Pályafutásuk
Az L202,002 pályaszámú szerkocsi az első világháború után a hozzá kapcsolt mozdonnyal együtt a CFR-hez került. Az L202,001 1940-ig volt a mozdonyához kapcsolva, amikor egy, nagyobb befogadóképességű és nyugodtabb futású N jellegű négytengelyes „Vanderbilt”-szerkocsira cserélték.